# Mandriva
Mandriva är ett franskt programvaruföretag som är skapare av Mandriva Linux. De beskriver sig själva som "Projektstartare och kunskapssamordnare i arenan för öppen källkod". Mandriva är också en av de grundande medlemmarna i Desktop Linux Consortium. Tidigare hette företaget Mandrakesoft, men bytte till det nuvarande namnet när det 2005 köpte upp det brasilianska linuxföretaget Conectiva.
Mandrakesoft stod under konkursskydd från 27 januari 2003 till 30 mars 2004. Perioden mellan oktober och december 2003 gick företaget med vinst för första gången sedan 1999. Det var en vinst på ungefär 270 000 euro.

## Uppköp av Conectiva
Den 24 januari 2005 tillkännagav Mandrakesoft att man skulle köpa den brasilianska linuxdistributören Conectiva för 1,79 miljoner euro. Den 7 april deklarerade man att företaget skulle byta namn till Mandriva, och att distributionen numera skulle kallas Mandriva Linux.